# Giovanni Battista Piazzetta

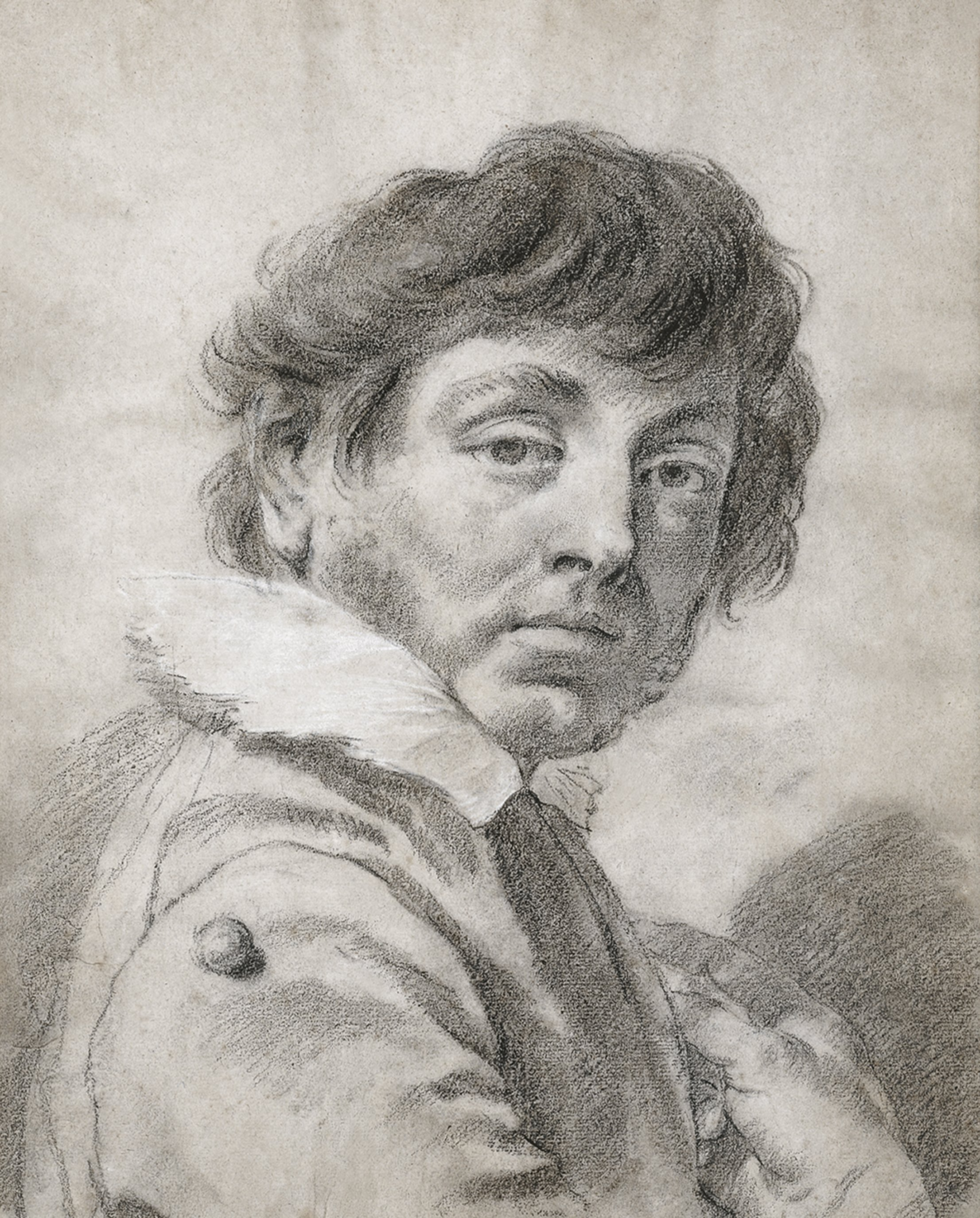
Autorretrato (dibujo de la década de 1730) conservado en el Museo Thyssen-Bornemisza de Madrid.

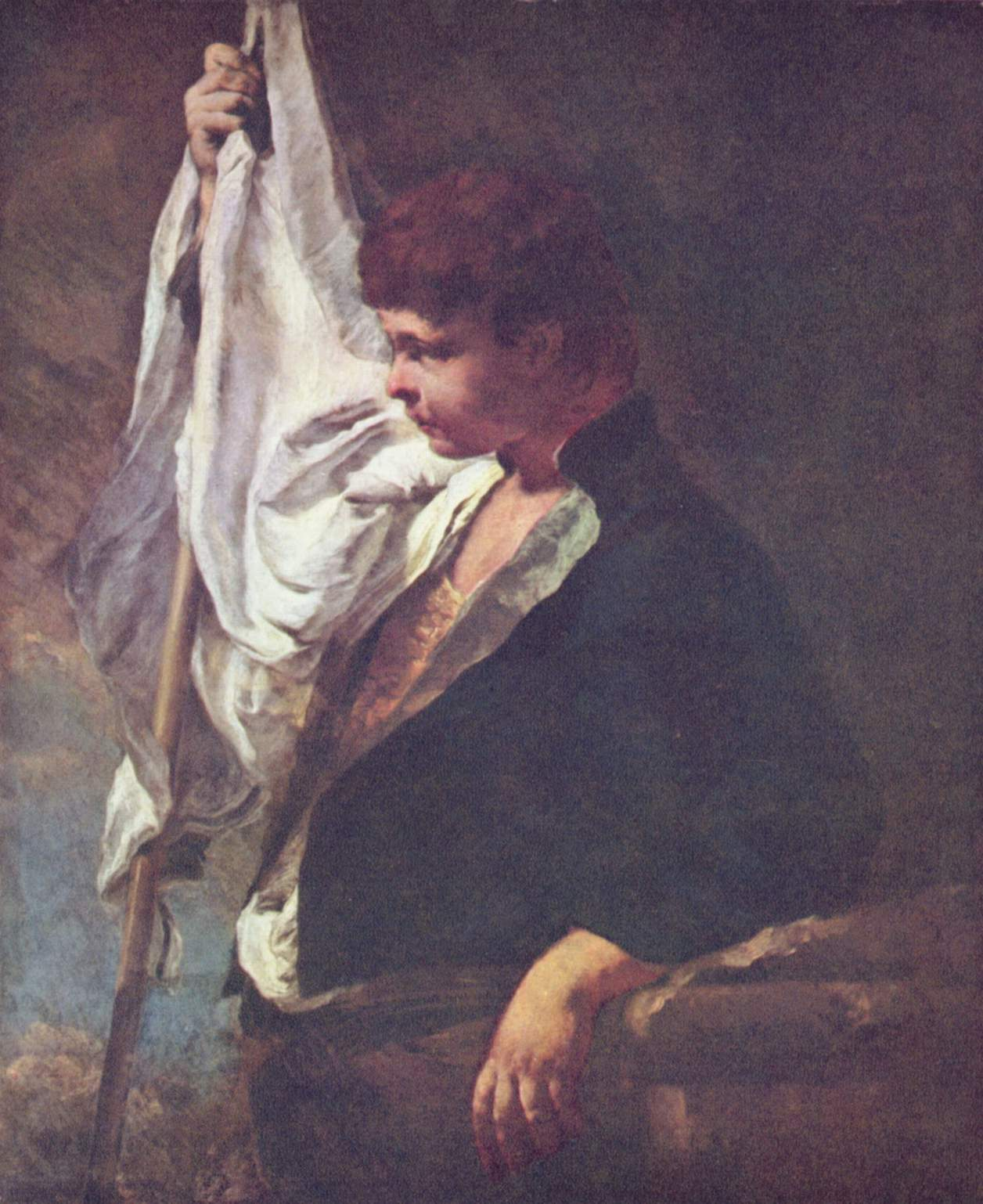
El joven abanderado, primera mitad del siglo XVIII, óleo sobre lienzo, 87 × 71,5 cm, Gemäldegalerie de Dresde.

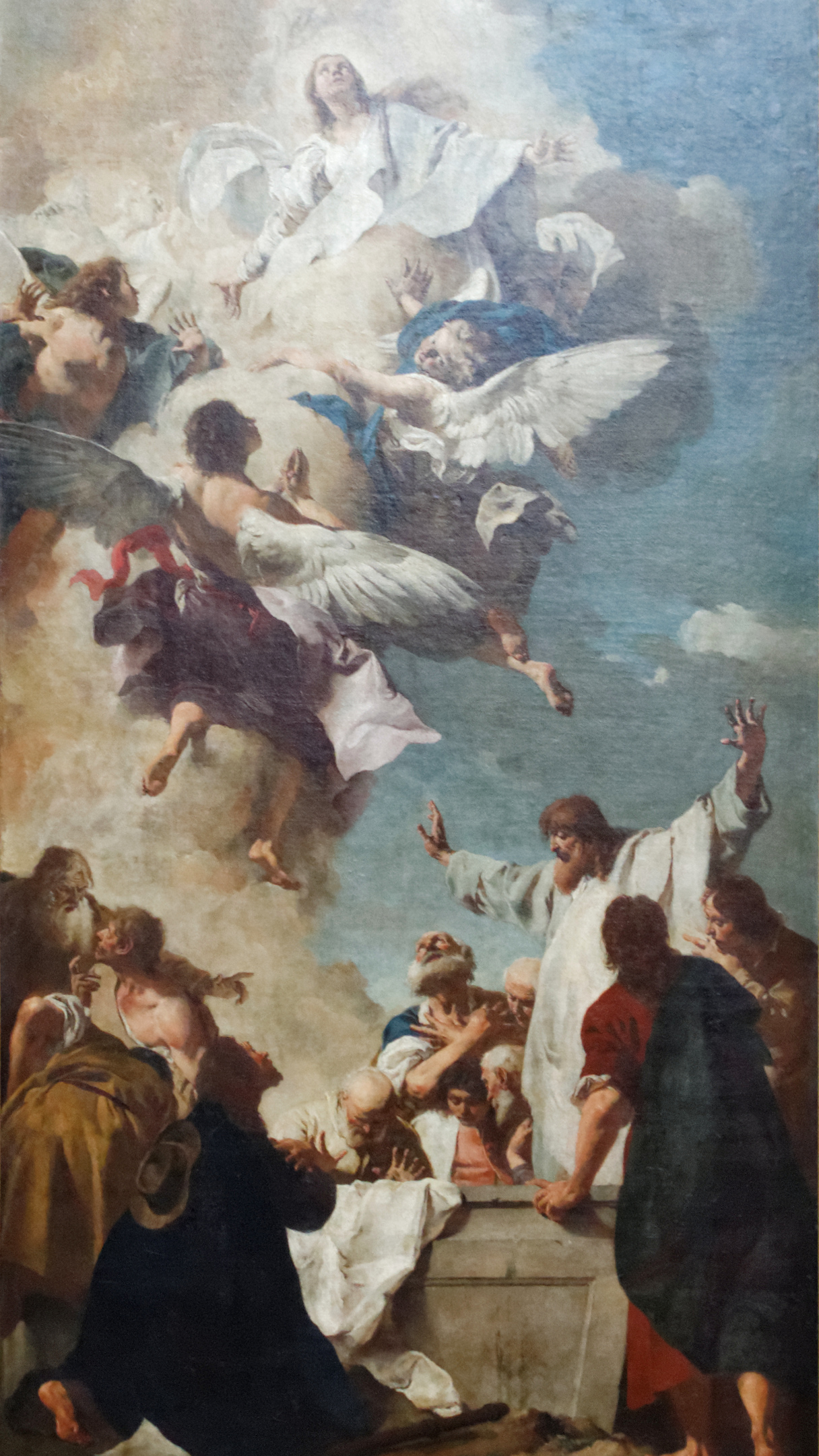
Asunción de la Virgen María, de Piazzetta, 1735, Museo del Louvre, París.

Giovanni Battista Piazzetta (Giambattista Piazzetta o Giambattista Valentino Piazzetta) (13 de febrero de 1683 - 28 de abril de 1754) fue un pintor rococó italiano de temas religiosos y escenas de género.

## Biografía
Piazzetta nació en Venecia, hijo de un escultor, de quien tuvo un primer aprendizaje tallando madera. Comenzó en 1697 a estudiar con el pintor Antonio Molinari. Según relata el propio Piazzetta, mientras vivía en Bolonia en 1703-1705, estudió con Giuseppe María Crespi, aunque no hay documentos sobre una tutela formal por parte de Crespi. Piazzetta encontró cierta inspiración en el arte de Crespi, y suavizó y añadió gracia al claroscuro de Caravaggio. Representó también al campesinado, si bien a menudo, vestidos muy a la moda. Quedó muy impresionado igualmente por los retablos creados por otro pintor boloñés de medio siglo antes, Guercino. 
Al regresar a Venecia alrededor de 1710, aunque no fue prolífico o inmodesto, se ganó reputación como un artista líder. Al final recibió menos patronazgo que otras dos estrellas eminentes del estilo veneciano rococó o barroco tardío, Sebastiano Ricci y Tiepolo. Estos dos pintores tenían una paleta luminosa y facilidad que les permitió cubrir metros de techo con frescos, aunque con una superficialidad y un encanto que están ausentes en las representaciones de Piazzetta, más oscuras e íntimas. No puede afirmarse que Tiepolo, que colaboró con Piazzetta en algunos proyectos, no influyera en su contemporáneo mayor (o a la inversa); no obstante, los salones con frescos al gran estilo se cubrieron, tanto en Venecia como, especialmente, en el extranjero (Piazetta viajó poco), por Tiepolo y Ricci. 
Piazzetta creó un arte de color cálido y rico y una misteriosa poesía. Era muy original en la intensidad del color que a veces usó en sus sombras, y en la cualidad un poco sobrenatural que le dio a la luz que pone de relieve parte de la composición. Los gestos y miradas de sus protagonistas aluden a dramas que no se ven, como en una de sus pinturas más conocidas, El adivino (1740). Dotó de un similar carácter esquivo a obras de naturaleza religiosa, tal como la representación, Sotto in su, de la Gloria de santo Domingo en la Basílica de los Santos Juan y Pablo (Venecia). 
También son notables sus cuidadosos dibujos de figuras de medio cuerpo o grupos de cabezas. Usualmente en carboncillo o tiza negra con resaltos blancos sobre papel gris, están llenos del mismo espíritu que anima sus pinturas, y eran compradas por coleccionistas como obras independientes. También produjo grabados.
En 1750 Piazzetta se convirtió en el primer director de la recientemente fundada Scuola di Nudo, y se dedicó en los últimos años de su vida a la enseñanza. Fue elegido miembro de la Academia Clementina de Bolonia en 1727. Entre los pintores de su taller estuvieron Domenico Maggiotto, Francesco Dagiu (il Capella), Francis Krause, John Henry Tischbien el Viejo, Egidio Dall'Oglio, y Antonio Marinetti. Entre los jóvenes pintores que imitaron su estilo están Giulia Lama, Federico Bencovich, y Francesco Polazzo (1683-1753). 
Murió en Venecia en 1754.

## Obra
*Autorretrato. Carboncillo y Albayalde sobre papel gris verdoso. 39,4 x 31,3 cm. Museo Thyssen-Bornemisza, Madrid.
*El Sacrificio de Isaac. (h.1715) Óleo sobre lienzo. 100 x 125,5 cm. Colección Carmen Thyssen-Bornemisza en préstamo al MNAC Barcelona.
*Retrato de Giulia Lama. (h.1715-1720) Óleo sobre lienzo. 69,4 x 55.5 cm. Museo Thyssen-Bornemisza Madrid.
*Retrato de una joven de perfil con una máscara en la mano derecha. (h.1720-1730) Óleo sobre lienzo. 46  36.2 cm. Colección Carmen Thyssen-Bornemisza en préstamo al Museo Thyssen-Bornemisza, Madrid.